# Милан Петровић (музичар)
Милан Петровић (Београд, 1976) српски је композитор, пијаниста и текстописац. Бави се блуз, џез, функ и етно музиком. Оснивач је и члан Милан Петровић квартета.

## Биографија
Милан Петровић је рођен 23. септембра 1976. године. Од 1993. године је активан на српској музичкој сцени, као клавијатуриста, композитор и текстописац (у демо периоду је свирао и гитару). Од 1995. године до августа 2009. био је члан реге бенда — Дел Арно бенд, са којим је учествовао на скоро свим већим фестивалима у Србији и региону, и свирао на појединим песмама на албумима Retrospective (2001) и Време воде (2005).
Од 2002. године је активан на српској блуз сцени и наступао је са бендовима Блу шарк, Рустер блуз бенд, Тексас флод, Роу хајд, Бутлег блуз (E 75), Блу фемили, Зона Б, Дон Ђовани и пријатељи.
Од 2006. године је члан пратећег бенда српске поп певачице Ане Станић.
Марта 2011. године оснива састав Милан Петровић квартет. Марта 2012. године изашао је први ауторски албум Excursion рађен са 38 пријатеља, међу којима су неки од српских најпознатијих џез и блуз музичара (Васил Хаџиманов, Душан Безуха, Скај Виклер, Роу хајд, Блу фемили и многи други). Албум је добио сјајне критике како у Србији, тако и у окружењу. Наиме, ово је један од најбоље рецензираних џез/блуз албума у 2012. години, а био је и у избору године портала Попбокс.

## Дискографија

### Албуми
- Happiness - Milan Petrović Kvartet - Metropolis Music: 2024. Happiness – уврштен у листу најбољих џез албума 2024 на UKVibe
- The Best of 2011-2021 - Milan Petrović - Jazz Fortnight : 2021
- Emotions - Milan Petrović Kvartet - Metropolis Music: 2018.
- Lady's Touch - Milan Petrović featuring Sonja Kalajić, Ksenija Komljenović, Diana Čerenšek, Vanja Danilović, Maja Klisinski, Aleksandra Djordjević, Mina Momčilović, Dunja Popović, Bojana Todorović. Metropolis Music: 2017.
- Dates - Milan Petrović Quartet - Metropolis Music: 2016.
- Live @ Nišville Jazz festival 2014 - Milan Petrović Kvartet : 2015.
- High Voltage Studio Sessions Vol.2 Milan Petrović Kvartet Live : 2014.
- Favorites- Milan Petrović Kvartet - :2013
- Excursion- Milan Petrović & 39 Friends - SKCNS: 2012.

### Синглови
- 442 do Beograda (Obrada pesme “442 do Beograda” Bajaga i Instruktori u izvodjenju Milan Petrović Quareta) - Milan Petrović : 2024
- Love Shack - Milan Petrović - Udruženje kompozitora Srbije: 2024
- Connectet Again - Milan Petrovic - Jazz Fortnight : 2021.
- In Love - Milan Petrovic - Various Artists - Piano Sky #3 // Klavirsko nebo #3 POP Depression[2] :2020.
- Orient - Milan Petrovic & Friends wmas records: 2017
- Balada o konju & kravi- Goran Biševac-Biške ft. Milan Petrovic Quartet: 2013.

### Музика за представу
- Čekajuci Marčela :2016

### Del Arno Band
- Retrospective Automatik Records : 2001
- Vreme Vode Automatik Records : 2005

### Гостујући музичар
- Strah od pletenja, Šabanoti  (1995)
- Dog Life, Eyesburn 1998
- Prekidi Stvarnosti, Kanda, Kodža i Nebojša 2005
- Feeling Groovy, Blue Family 2009
- Homebound, Ventolin 2011
- Saw Friendly, Sonja Kalajić 2016
- Aftershock, Mario Rašić & Nebojša Buhin (2018)
- Aja Sofija, Branko Isaković (2018)
- Otrovan, Elektromattik (2019)